# آلومینیوم اورکست
آلومینیوم اورکست (به انگلیسی: Aluminum Overcast) یک هواگرد ساختِ کارخانهٔ لاکهید کورپوریشن (تحت لیسانس بوئینگ) در کشور ایالات متحده آمریکا است. این هواگرد برای نخستین بار در ۱۸ مه ۱۹۴۵ میلادی مورد استفاده قرار گرفت.